# Villa Ada (film)
Villa Ada è un film per la televisione del 1999, scritto e diretto dal regista Pier Francesco Pingitore, ambientato nell'omonimo parco di Roma. Prodotta per Mediatrade (Gruppo Mediaset), fu trasmessa in prima visione su Canale 5, il 10 novembre 1999.

## Trama
Diverse storie s'intrecciano sotto lo sfondo di Villa Ada, grande parco pubblico romano, durante una giornata domenicale.

## Ascolti

### Ascolti in prima serata
In questa tabella, sono indicati i risultati in termini di ascolto del film tv serale andato in onda su Canale 5.
| Puntata | Data             | Telespettatori | Share  |
| ------- | ---------------- | -------------- | ------ |
| 1       | 10 novembre 1999 | 6.681.000      | 24,65% |
| Media   | Media            | 6.681.000      | 24,65% |